# Паметник на Тарас Шевченко (Измаил)
Паметникът на Тарас Шевченко в град Измаил e разположен на площад „Тарас Шевченко“, пред Двореца на културата. Той е открит през 1945 г. През октомври 2014 г. е реконструиран.